# محمد بن الحارث الخشني
أبو عبد الله محمد بن الحارث الخُشَني القيرواني الأندلسي ، (299 هـ، القيروان- 13 صفر 361 هـ، قرطبة)، محدث، وفقيه، ومؤرخ، قدم الأندلس واستوطن قرطبة.

## اسمه ونسبه
هو أبو عبد الله محمد بن الحارث الخشني، وفي بعض المصادر: محمد بن الحارث بن أسد، كما عند ابن الفرضي وابن فرحون، وزاد بعضهم «القروي» نسبة إلى القيروان، واشتهر بلقب «الخُشَني» بضم الخاء وفتح الشين المعجمة، وهو الغالب على مؤلفاته، وقد نسبه السمعاني إلى قبيلة خُشَين بن النمر، وذكر ابن حزم أن دار «خُشَين» بالأندلس من أعمال البيرة.

## مولده
اتفقت المصادر أن مولده كان بالقيروان، إلا أنها لم تذكر سنة مولده على التحديد، وقد استنتج بعض المحققين لكتبه أنه ربما ولد في حوالي سنة (299 هـ)، أو (300 هـ)، ثم ارتحل منها صغيراً إلى الأندلس سنة (311 هـ)، ونزل بقرطبة.

## شيوخه
- محمد بن وضاح[2]
- ابن زياد الفارسي[3]
- محمد بن عبد الملك بن أيمن
- قاسم بن أصبغ
- أحمد بن عبادة
- محمد بن عمر بن لبابة
- أحمد بن زياد
- الحسن بن سعد

## تلاميذه
- أحمد بن عبد القادر بن سعد
- أحمد بن طلحة بن هارون[4]

## مؤلفاته
- تاريخ قضاة الاندلس: (مطبوع)، وفي بعض المصادر يسمى بأخبار القضاة والمحدثين،
- أصول الفتيا في الفقه على مذهب الامام مالك (مطبوع)
- اخبار الفقهاء والمحدثين (مطبوع)
- قضاة قرطبة وعلماء أفريقية (مطبوع)
- طبقات علماء أفريقية
- مناقب سحنون
- الاقتباس
- طبقات فقهاء المالكية

## وفاته
توفي بقرطبة لثلاثة عشرة ليلة خلت من صفر سنة (361 هـ)، ودفن بمقبرة مومرة، إلا أن الذهبي شكك في هذه السنة ورجح أن تكون (371 هـ).